# Snyder (Colorado)
Snyder es un lugar designado por el censo ubicado en el condado de Morgan en el estado estadounidense de Colorado. En el Censo de 2010 tenía una población de 132 habitantes y una densidad poblacional de 143,97 personas por km².

## Geografía
Snyder se encuentra ubicado en las coordenadas 40°19′51″N 103°35′31″O / 40.33083, -103.59194. Según la Oficina del Censo de los Estados Unidos, Snyder tiene una superficie total de 0.92 km², de la cual 0.92 km² corresponden a tierra firme y (0%) 0 km² es agua.

## Demografía
Según el censo de 2010, había 132 personas residiendo en Snyder. La densidad de población era de 143,97 hab./km². De los 132 habitantes, Snyder estaba compuesto por el 86.36% blancos, el 0% eran afroamericanos, el 0% eran amerindios, el 0% eran asiáticos, el 0% eran isleños del Pacífico, el 12.88% eran de otras razas y el 0.76% pertenecían a dos o más razas. Del total de la población el 25% eran hispanos o latinos de cualquier raza.